# 新切舒伊基农村居民点
新切舒伊基农村居民点（俄语：Новочешуйковское сельское поселение）是俄罗斯联邦布良斯克州姆格林区所属的一个农村居民点。其下辖有13个居民点，行政中心为新切舒伊基。据2015年统计，该农村居民点的人口为757人。